# عقوبة الإعدام في إيطاليا

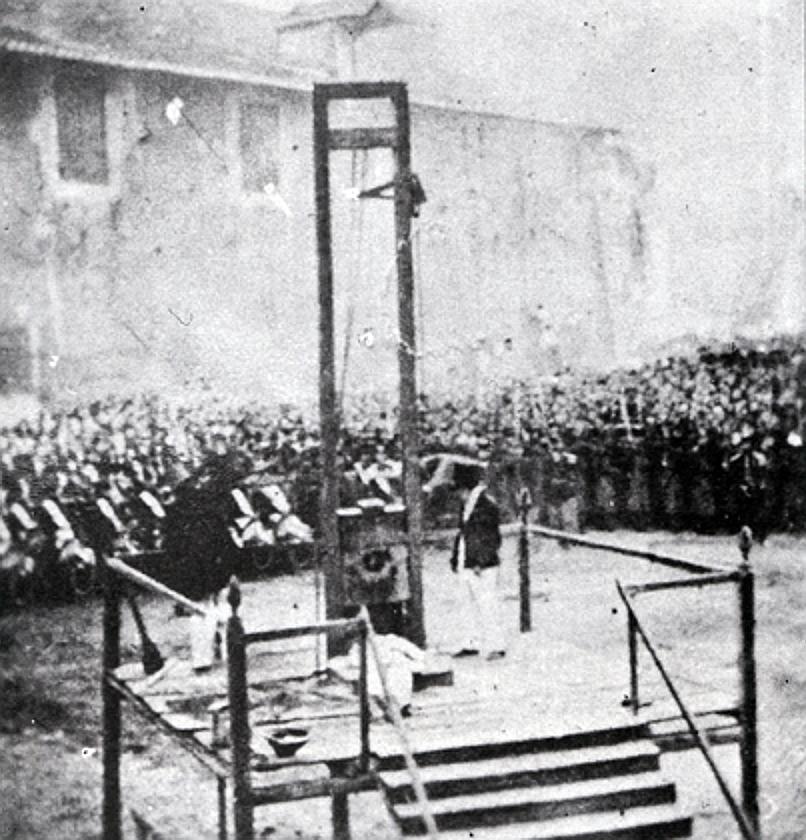

سمح باستخدام عقوبة الإعدام في إيطاليا خلال فترتين في تاريخ إيطاليا: 1860-1889 و 1926-1947. عندما تم توحيد إيطاليا في عام 1860، سمح بعقوبة الإعدام في جميع الدول المدن تقريباً، باستثناء توسكانا (منذ 1786)، ولكنها ألغيت لما يقرب من 37 سنة في عام 1889. في عام 1926، أعاد موسوليني عقوبة الإعدام، ولكنها ألغيت مرة أخرى اعتبارا من 1 يناير 1948.